# Jehudis
Jehudis, właśc. Rachela Bernsztejn (ur. 1869 w Mińsku, zm. 1942 w Moskwie) – żydowsko-rosyjska poetka, pisarka i tłumaczka języka rosyjskiego.

## Życiorys
Urodziła się w 1869 roku w zamożnej kupieckiej rodzinie w Mińsku. Jako mała dziewczynka pobierała edukację u prywatnych nauczycieli i korepetytorów. W wieku 12 lat zaczęła pracować w sklepie swoich rodziców. Znała rosyjski, jidysz i hebrajski.
Wyszła za mąż za Samuela Bernsztejna, żydowskiego intelektualistę z Mińska. Była związana ze środowiskiem lewicowym, ale mimo to jej poezja nie zwężała się tylko do wątków ideologicznych. W czerwcu 1941 roku została ewakuowana z Mińska do Moskwy, gdzie rok później zmarła.

## Twórczość
Pisała wiersze, krótkie opowiadania, tłumaczyła z rosyjskiego na jidysz. Jej pierwszą pracą był rozdział z pamiętnika z dzieciństwa, zatytułowany A winter-szabes w Sankt Petersburgu (1907), w czasopiśmie „Frajnt”. Jako poetka zadebiutowała w wieku 38 lat utworem dedykowanym hebrajskiemu pisarzowi Uriemu Nisanowi Gnessinowi (1879–1913).
Jej kolejne publikacje ukazywały się w czasopiśmie „Dos Naje Lebn”, m.in. wiersze, sztuka jednoaktowa Baj der arbet (1909), utwór dramatyczny In undzere teg (1911). Po wybuchu rewolucji w Rosji w roku 1917 publikowała krótkie opowiadania, wiersze i rozdziały z pamiętnika w gazecie „Der Weker”. Przetłumaczyła rosyjską powieść Sergeia Semenora Golod (1923).
Trzy wiersze Jehudis zostały uwzględnione przez Morrisa Bassina w jego kolekcji Antologie finf hudert jor jidisze poezje z 1917 roku, siedem wierszy uwzględnił również Ezra Korman w Jidysze dichterins antologie (1928).